# Harry Van Barneveld
Harry Van Barneveld (18 febbraio 1967) è un ex judoka belga.

## Palmarès

### Olimpiadi
- 1 medaglia:
  - 1 bronzo (Atlanta 1996 nei pesi massimi)